# Арнольдов, Лев Валентинович
Лев Валентинович Арнольдов (10 (22) июня 1894, Черевково, Сольвычегодский уезд, Вологодская губерния — не ранее 1946, Бразилия) — русский китаевед и публицист, редактор ежедневной газеты «Шанхайская заря», писавший под псевдонимами Лев Арнольд, Виктор Сербский и П. Сольский.

## Биография
Среднее образование Лев в разное время получал в Омской гимназии, Тюменском Александровском реальном училище, Тобольской и Иркутской гимназиях. Не окончив гимназии и прервав обучение, он в 1912—1913 годах жил за границей. Вначале в Берлине, затем в Париже и Тулузе. Там он посещал лекции и семинары в различных университетах, познакомился с представителями российской эмиграции. По возвращении из Европы Арнольдов продолжил обучение. Работал в газете «Иркутская жизнь» (1915—1916) и др. В 1916 году окончил Иркутскую классическую гимназию и поступил на медицинский факультет Императорского Томского университета. Принимал активное участие в литературных судах.
После Февральской революции Лев Арнольдов входил в старостат, позднее был избран в совет объединённых старостатов вузов города. После установления советской власти в Томске Арнольдов был в числе студентов и профессоров, активно выступивших против большевиков. Принимал активное участие в общественной жизни университета в этот период. В частности, вёл переговоры с Советом профессоров Томского университета об отмене промежуточных весенних экзаменов (минимумов). В ноябре 1917 года под влиянием профессора Н. Я. Новомбергского перевёлся на юридический факультет того же университета. Вскоре после этого был избран товарищем председателя президиума (им был тот же Новомбергский) студенческого юридического общества. Был редактором первых 2-х номеров журнала «Известия советов студенческих старост г. Томска» (всего вышло 3 номера).
Опасаясь репрессий со стороны местных органов советской власти и не окончив Томского университета, Лев Арнольдов в марте 1918 года покидает Томск. На время возвращается домой к матери в Иркутск. После отправляется на Дальний Восток, откуда был приглашён в Омск профессором Н. Я. Новомбергским, занимавшим тогда должность товарища министра туземных дел во Временном Сибирском правительстве (с ноября 1918 года — должность товарища министра внутренних дел в правительстве Колчака). В Сибири Арнольдов принимал участие в событиях Гражданской войны, активно сотрудничал с белым правительством. С октября 1918 года состоял начальником департамента по делам печати, затем директором бюро информации Министерства иностранных дел правительства адмирала А. В. Колчака. До 1 августа 1919 года также являлся директором отдела иностранной информации Русского бюро печати. Публиковался в газетах «Русская армия» и «Заря». Летом того же года с намерением уехать в США для проведения пропагандистской деятельности он вместе с матерью отправляется по железной дороге на восток. Уехал из Омска и жил в Хабаровске, где работал в газетах «Приамурская жизнь» и «Приамурье». Одновременно преподавал в Хабаровском кадетском корпусе. Во Владивостоке публиковался в газетах «Вечер» и «Слово». В Харбине поселился в августе 1920 года и прожил там четыре с половиной года. Занимался краеведческой исследовательской деятельностью и публиковал статьи в харбинских газетах «Русский голос», «Рупор», «Свет» и «Харбинская заря». После переезда в Шанхай одно время был редактором ежедневной газеты «Шанхайская заря». Автор двух монографий, посвящённых истории и современности Китая («Китай как он есть: Быт и политика» и «Из страны Белого Солнца: Этюды о Китае»). Незадолго до начала Второй мировой войны Арнольдов уехал в Бразилию.

### Жизнь и революция
В эмиграции Л. В. Арнольдов приступил к написанию воспоминаний. В книге «Жизнь и революция» он запечатлел события своей жизни: детские странствия по городам Сибири, путешествие в Европу, сотрудничество с белым правительством в Омске, жизнь и творчество в эмиграции в Китае. В ней также изложены размышления автора о России на историческом переломе. Они снабжены ссылками на художественные и публицистические произведения знаковых общественно-политических фигур того времени (Розанов, Шульгин, Бунин и др.).
Отразилась в мемуарах Арнольдова и жизнь Томского университета в период 1916—1918 годов. В частности, дана подробная характеристика университетского сообщества накануне и во время Русской революции 1917 года, сделан ряд любопытных зарисовок профессоров университета того времени (Н. Я. Новомбергского, П. И. Лященко, А. А. Кулябко и др.), описаны общественно-политические процессы и настроения в вузе в эпоху революционных событий.

## Семья
Отец Льва, Валентин Петрович Арнольдов (ум.1914), был лесничим. В 1897 году переведён на службу лесным ревизором в Тобольскую губернию. Мать — Любовь Владимировна. Брат, Евгений Валентинович (1895, Черевково — 1937, Тобольск), — выпускник медицинского факультета Томского университета, экономист Тобольского окрплана, был расстрелян в 1937 году (реабилитирован в 1989 году).

## Труды
- Китай, как он есть: Быт и политика. — Шанхай: Русская типография «График», 1933. — 370 с.
- Из страны Белого Солнца: Этюды о Китае. — Шанхай: Книгоиздательство А. П. Малык и В. П. Камкина, 1934. — 438 с.
- Жизнь и Революция: Гроза пятого года. Белый Омск. — Шанхай: Книгоиздательство А. П. Малык и В. П. Камкина, 1935. — 278 с.